# Чавой
Чавой (словац. Čavoj) — село, громада округу Пр'євідза, Тренчинський край. Кадастрова площа громади — 15.25 км².
Населення 477 осіб (станом на 31 грудня 2020 року).

## Історія
Чавой згадується 1364 року.

## Населення
| Рік:            | 1994. | 2004.    | 2014.    | 2024.   |
| --------------- | ----- | -------- | -------- | ------- |
| Кількість осіб: | 696   | 577      | 506      | 497     |
| Різниця:        |       | -17,09 % | -12,30 % | -1,77 % |

| Рік:            | 2023. | 2024.   |
| --------------- | ----- | ------- |
| Кількість осіб: | 502   | 497     |
| Різниця:        |       | -0,99 % |